# Hawaiiska

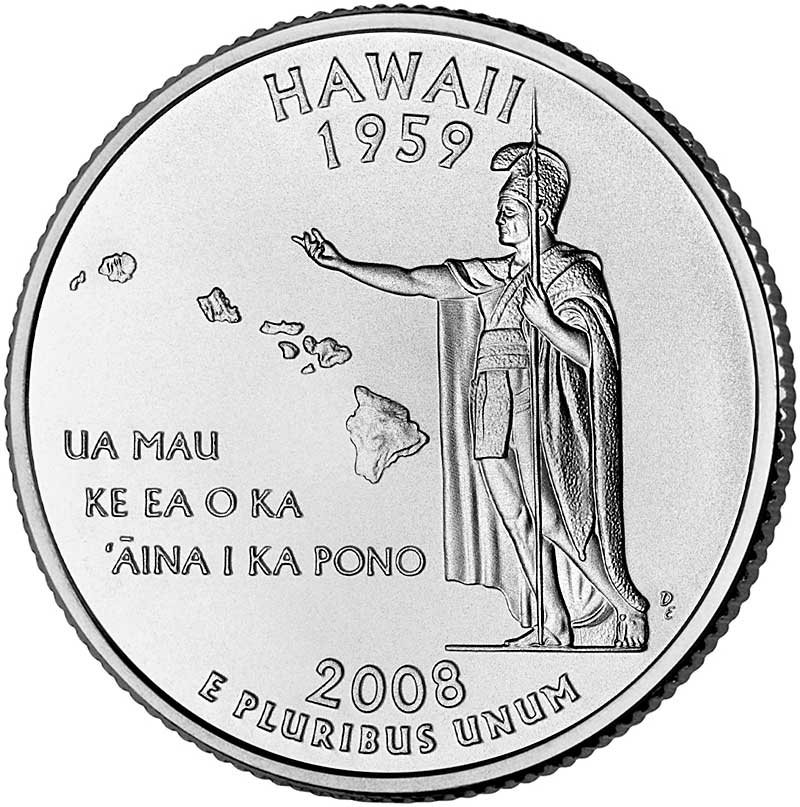
Hawaiis quarter från 2008 med delstatens motto "Jordens liv är förevigat i rättfärdigheten" på hawaiiska.

Hawaiiska (eget namn: ʻōlelo Hawaiʻi) är ett polynesiskt språk som tillsammans med engelska är officiellt språk i den amerikanska delstaten Hawaii. Språket är ett utrotningshotat språk som riskerar att dö ut. På de flesta platser har språket ersatts av engelska och används inte längre i det dagliga umgänget. Ett undantag är ön Niʻihau där hawaiiska fortfarande används dagligen och där hawaiiska är första språk och engelska andra språk eftersom ön är privatägd och besök kontrolleras. Av flera anledningar minskade antalet personer med hawaiiska som förstaspråk med början år 1900 från cirka 37 000 personer till i dag omkring 2000 personer; hälften av dessa är nu mycket gamla.
Hawaiiskans närmaste släktspråk är bl.a. mangareva, nordmarquesiska och sydmarquesiska.
Språkets status började försämras sedan 1820-talet, då missionärer började vara mer aktiva på öarna och engelska börjades använda allt mer. Sedan 1970-talet har språket börjats använda igen i sådana regioner där det redan hade försvunnit. På senare tid har det satsats mycket på språkbevarande åtgärder i ett försök att rädda språket från utrotning.
Ett hawaiiskt ord som blivit känt utanför Hawaii är ”wiki” som betyder snabb. Ordet har numera fått betydelsen ”redigerbar webbplats”.

## Fonologi

### Konsonanter
|          | Labial    | Alveolar      | Velar | Glottal |
| -------- | --------- | ------------- | ----- | ------- |
| Nasal    | m         | n             |       |         |
| Klusil   | p \| b    | t ~ k         | t ~ k | ʔ       |
| Frikativ |           |               |       | h       |
| Sonorant | w ~ v ~ ʋ | l ~ ɹ ~ ɾ ~ d |       |         |

Källa:

### Vokaler
|            | Främre | Bakre |
| ---------- | ------ | ----- |
| Sluten     | i      | u     |
| Halvsluten | e      | o     |
| Öppen      | a      | a     |

Källa:
Hawaiiskan har dessa diftonger: ae, ai, au, ao, ei, eu, oi, ou och iu.

## Ortografi
Det hawaiiska alfabetet heter ka pīʻāpā Hawaiʻi. Det har 12 bokstäver: vokalerna a, e, i, o och u, samt konsonanterna h, k, l, m, n, p och w, vilket gör det till ett av världens kortaste alfabet.
Det hawaiiska språket använder också makroner, kahakō (¯), och tecknet ʻokina (ʻ). Makroner sätts över vokaler och indikerar att vokalen är lång. ʻOkina indikerar ett glottalstopp, som till exempel mellan vokalljuden i ordet pau "slutet" vs. paʻu "sot".
De flesta hawaiiska ord betonas på näst sista stavelsen, som aloha, [a-lo-ha], ”hej”, ”hej då”. Om den näst sista stavelsen är en del av en diftong, som ai, au, mm, får diftongen betoningen, som makai, [ma-kaj] ”mot havet”. Långa vokaler markerade med makron betonas.

## Grammatik och lexikon
Hawaiiaska är ett VSO-språk. Personliga pronomen delas i singularis, dualis och pluralis.
Räkneord 1-10 på hawaiiska:
| 1       | 2      | 3       | 4     | 5       | 6      | 7       | 8       | 9      | 10   |
| ------- | ------ | ------- | ----- | ------- | ------ | ------- | ------- | ------ | ---- |
| ʻe kahi | ʻe lua | ʻe kolu | ʻe hā | ʻe lima | ʻe ono | ʻe hiku | ʻe walu | ʻe iwa | ʻumi |